# 隆派恩 (蒙大拿州)
隆派恩（英語：Lonepine）是位於美國蒙大拿州桑德斯縣的普查規定居民點。

## 歷史
隆派恩的郵局於1911年設立，其後於1995年停運。

## 人口
根據2020年美國人口普查的數據，隆派恩的面積為35.86平方千米，當中陸地面積為34.80平方千米，而水域面積為1.06平方千米。當地共有人口177人，而人口密度為每平方千米4.94人。